# Comté de Jackson (Oklahoma)
Pour les articles homonymes, voir Jackson et Comté de Jackson.
Le comté de Jackson est un comté situé dans l'ouest de l'État de l'Oklahoma aux États-Unis. Le siège du comté est Altus. Selon le recensement de 2000, sa population est de 28 439 habitants.

## Comtés adjacents
- Comté de Greer (nord)
- Comté de Kiowa (nord-est)
- Comté de Tillman (est)
- Comté de Wilbarger, Texas (sud)
- Comté de Hardeman, Texas (sud-ouest)
- Comté de Harmon (ouest)

## Principales villes
- Altus
- Blair
- East Duke
- Eldorado
- Elmer
- Headrick
- Martha
- Olustee